# Budapest XV. kerülete díszpolgárainak listája
Ez a lap Budapest XV. kerülete díszpolgárainak listáját tartalmazza.
| adomá- nyozás | születés / halálozás | név |
| ------------- | -------------------- | --- |
| 2006          | 1932–1993            | Antall József politikus, miniszterelnök, pestújhelyi lakos volt                                                                                         |
| 2006          | ?                    | Bácskai Endre 1956-os forradalmár, a kerületi '56-os emlékbizottság társelnöke                                                                          |
| 2006          | 1937–2010            | Bálint Sándor dr. ideggyógyász főorvos, számos kórház mellett a Rákos úti szakrendelő orvosa is volt                                                    |
| 2013          | 1928–2006            | Balog Zoltán református lelkész, szenvedélybetegek lelki gyógyítója                                                                                     |
| 1998          | 1877–1948            | Bátki József képzőművész, pestújhelyi lakos volt |
| 1996          | 1845–1895            | Beller Imre palotai római katolikus pap, a Magyarok Nagyasszonya-templom építésének megkezdője                                                          |
| 1996          | 1933–1995            | Berecz Zoltánné dr. közigazgatási dolgozó, anyakönyvvezető                                                                                              |
| 1998          | 1923–1999            | Bojtor Imre énekművész |
| 2007          | 1913–2000            | Borbély Endre dr. id. közigazgatási dolgozó, az '56-os forradalmi bizottság tagja, a közélet aktív résztvevője                                          |
| 2002          | 1930-                | Brettner Ferencné közigazgatási dolgozó, osztályvezető                                                                                                  |
| 2007          | 1946–2004            | Budai Péter közigazgatási dolgozó, sportszervező |
| 2018          | 1935–1991            | Cseszka Edit zenetanár, karnagy, a Tavasz Nőikar vezetője (posztumusz)                                                                                  |
| 1995          | 1932–2006            | Dalnoki Jenő labdarúgó, pestújhelyi lakos |
| 2001          | 1943–2018            | Demján Sándor üzletember, vállalkozó, a Pólus center építtetője                                                                                         |
| 2000          |                      | Dudás Lajos a Rákospalotai Gazdakör elnöke |
| 1999          | 1927–2013            | Erdélyi Ferenc bányamérnök, kerületi környezetvédő |
| 1997          | 1942–1997            | Fábián Imréné pedagógus, újpalotai iskolák igazgatója, képviselő, alpolgármester                                                                        |
| 2017          | 1942–2007            | Fodorné Kováts Márta könyvtáros, református lelkész, az újpalotai FSZEK könyvtár vezetője                                                               |
| 2005          | 1947–                | Forgács József a Járműszerelvényt Gyártó Zrt. tulajdonos-igazgatója, a REAC sportvezetője                                                               |
| 2008          | 1944–2018            | Géczi István dr. labdarúgó, egyetemi docens |
| 2009          | 1902–1970            | Gombay Jenő katona, II. világháborús embermentő, pestújhelyi lakos                                                                                      |
| 2008          | 1914–2015            | Gosztonyi László dr. háziorvos, tüdőgyógyász, rákospalotai lakos                                                                                        |
| 2000          | 1943–2000            | Györkös Géza dr. politikus, rákospalotai lakos |
| 1997          | 1880–1957            | Gyökössy Endre dr. költő, a helyi közélet jeles alakja, istvántelki lakos                                                                               |
| 2011          | 1937–2018            | Gyulai Líviusz képzőművész, grafikus, pestújhelyi lokálpatrióta                                                                                         |
| 2009          | 1931–2012            | Iskum Miklós dr. belgyógyász, kardiológus, a Károlyi Kórház és a Rákos úti SZTK elismert orvosa                                                         |
| 2014          |                      | Jordán Éva dr. orvos, Újpalota első háziorvosainak egyike, pestújhelyi lakos                                                                            |
| 2001          |                      | Juhász Sándor kisiparos, hagyományőrző-értékvédő, rákospalotai lakos                                                                                    |
| 2002          | 1927–2017            | Kádasi István pap, a Rákospalota-Kertvárosi Árpád-házi Szent Margit plébánia lelkésze                                                                   |
| 2007          | 1952–2007            | Kiss Domokos református lelkész, önkormányzati képviselő                                                                                                |
| 2005          |                      | Kovács Józsefné óvodapedagógus, óvodavezető |
| 2005          |                      | Kiss Sándor közbiztonsági alapítvány kuratóriumának tagja, újpalotai lakos                                                                              |
| 2013          | 1934–2018            | Kun Zsuzsa balettművész, a balettintézet volt igazgatója                                                                                                |
| 1995          | 1896–2004            | László György építészmérnök, Rákospalota műszaki tanácsosa                                                                                              |
| 1997          | 1900–1976            | Lővey József dr. Pestújhely elismert körzeti orvosa, a Lővey család sarja, emléktáblája lakás-rendelője falán 2010 óta látható                          |
| 2015          | 1942–2001            | Márton Mihály pestújhelyi római katolikus pap, az újpalotai templom építésének kezdeményezője                                                           |
| 2012          | 1929–2006            | Molnár Gézáné közel másfél évtizedig volt a Létminimum Alatt Élők Társaságának vezetője                                                                 |
| 2016          | 1942–                | Nagy Előd érem - és festőművész, a helyi kulturális élet jeles alakja                                                                                   |
| 2004          | 1928–2016            | Ódor József dr., alpolgármester, képviselő |
| 2000          | 1925–2003            | Őry Imre dr. gyermekorvos, a Heim Pál Gyermekkórház főigazgató-helyettese, képviselő, alpolgármester                                                    |
| 1995          | 1893–1969            | P. Varga Vince A Rákospalotai Gazdakör elnöke, a helyi közélet jelese                                                                                   |
| 2004          |                      | Papp Barnabás a helyi közbiztonsági szervezetek aktivistája, vezetője                                                                                   |
| 2002          | 1924–2006            | Pataki Béla volt kerületi tanácselnök, a kerület fejlesztésének harcosa                                                                                 |
| 1995          | 1924–1995            | Sárdy Mihály önkormányzati képviselő, költségvetési ügyekben tett sokat a kerületért                                                                    |
| 1995          | 1925–1998            | id. Simonfi Sándor református lelkész |
| 2005          | 1925–2014            | Szabó Miklós vasutas dolgozó, nyugdíjas érdekvédelmi szervezetek munkatársa, vezetője                                                                   |
| 2001          | 1949–2011            | Szalay Béláné Sebők Éva röplabdaedző, sportvezető |
| 1996          |                      | Szécsy István újpalotai vállalkozó, lokálpatrióta, mecénás                                                                                              |
| 2017          | 1957–                | Szelényiné Stier Márta, a Kolozsvár utcai Általános Iskola biológiatanára, szakmai igazgatója, „Kerület Jövőjéért” díjas                                |
| 2014          | 1887–1959            | Szlezák Rafael harangöntő mester |
| 1995          | 1879–1956            | Szőcs Áron dr. a háború utáni Rákospalota első polgármestere, a vízvezeték megépíttetője                                                                |
| 2011          | 1892–1964            | Szőcs József dr. jogász, várospolitikus, Rákospalota polgármestere 1936-45 között                                                                       |
| 2008          |                      | Szőgyényi Ferencné a helyi vöröskereszt vezetője |
| 2015          | 1954–                | Tóth Lajos népművelő, pedagógus, a Csokonai Kulturális Központ igazgatója, pestújhelyi lakos                                                            |
| 2007          |                      | Vasanits Dezső dr. vegyészmérnök, a Fővárosi Gázművek vezérigazgatója, kerületi fűtéskorszerűsítések kijárója                                           |
| 2009          | 1924–2013            | Varga László dr. helyi tüdőgyógyász szakorvos |
| 2003          | 1926–2011            | Varga Mihály pedagógus, több kerületi iskola igazgatója is volt                                                                                         |
| 2005          | 1902–1990            | Vass László dr. rákospalotai gyermekorvos, tüdőgyógyász                                                                                                 |
| 2016          | ~1935–2018           | Vitai Attila a Rákospalota MÁV-telepi Jézus szíve plébániatemplom volt lelkésze                                                                         |
| 2004          |                      | Vitai Ildikó zeneszerző, rákospalotai lakos |
| 2018          |                      | Wallner Éva dr. a Vass László Egészségügyi Intézmény (volt: Rákos úti SZTK) kardiológiai osztályvezető főorvosa, harmadik generációs rákospalotai lakos |
| 2003          | 1949–                | Wurm, Manfred Bécs XXIII. kerületének, Liesingnek a polgármestere, ami a kerület testvérvárosa                                                          |